# Peter Varellas
Peter Dale Varellas (* 2. Oktober 1984 in Moraga, Kalifornien) ist ein ehemaliger Wasserballspieler aus den Vereinigten Staaten. Er gewann 2008 die olympische Silbermedaille. 2007 und 2011 siegte er mit dem Team der Vereinigten Staaten bei den Panamerikanischen Spielen.

## Sportliche Karriere
Pater Varellas studierte an der Stanford University und graduierte 2006. Von 2001 bis 2005 gehörte er der Wasserballmannschaft seiner Universität an und warf in dieser Zeit 168 Ligatore. 2002 gewann das Team von Stanford die Meisterschaft der National Collegiate Athletic Association. Von 2006 bis 2010 spielte Varellas in Italien bei Rari Nantes Savona. Danach wurde er Assistenztrainer in Stanford.
Der 1,91 Meter große Offensivspieler unterlag bei der Weltmeisterschaft 2007 in Melbourne mit dem US-Team im Achtelfinale der deutschen Mannschaft und belegte am Ende den neunten Platz. Im Juli 2007 bei den Panamerikanischen Spielen in Rio de Janeiro siegte das Team im Finale gegen die Brasilianer. Im Jahr darauf gewann Varellas beim olympischen Wasserballturnier 2008 in Peking mit der Mannschaft aus den Vereinigten Staaten in ihrer Vorrundengruppe vor den Kroaten und den Serben. Im Halbfinale traf das Team wieder auf die Serben und siegte mit 10:5. Das Finale gewannen die Ungarn mit 14:10, die Mannschaft aus den Vereinigten Staaten erhielt die Silbermedaille. Varellas erzielte in sieben Spielen fünf Treffer.
2009 bei der Weltmeisterschaft in Rom siegte das US-Team in seiner Vorrundengruppe und bezwang im Viertelfinale die deutsche Mannschaft mit 8:5. Nach einer 6:7-Halbfinalniederlage gegen die Spanier verlor das US-Team im Spiel um Bronze mit 6:8 gegen Kroatien. Varellas warf vier Turniertore. 2011 belegte die US-Mannschaft den sechsten Platz bei der Weltmeisterschaft in Shanghai. Bei den Panamerikanischen Spielen 2011 besiegte das US-Team im Finale die Kanadier. 2012 bei den Olympischen Spielen in London unterlag das US-Team im Viertelfinale den Kroaten mit 2:8 und belegte letztlich den achten Platz. Varellas war in acht Spielen dabei und erzielte insgesamt elf Tore.